# Funaria arenicola
Funaria arenicola là một loài Rêu trong họ Funariaceae. Loài này được (Lazarenko) Loeske mô tả khoa học đầu tiên năm 1929.